# Epigram
Epigram je posvetilni napis ali kratka pesem, ki se lahko pojavlja na različnih predmetih: na vazah, kipih, spomenikih, zgradbah, nagrobnikih, itd.
Izraz epigram je starogrškega izvora: epi-gramma pomeni »napisano na«. Epigram je v helenističnem obdobju postal književna zvrst. Ena najbolj znanih kolekcij epigramov je Palatinska antologija, napisana v 10. stoletju našega štetja v Bizancu. Zbirka obsega 15 knjig.